# Station Wilnecote (Staffordshire)
Wilnecote (Staffordshire) is een spoorwegstation van National Rail in Wilnecote, Tamworth in Engeland. Het station is eigendom van Network Rail en wordt beheerd door West Midland Trains. 